# Semaine de sensibilisation trans
 (avril 2024).
Améliorez-le ou discutez des points à vérifier. 
La Semaine de sensibilisation trans, également la Semaine de sensibilisation aux personnes transgenres, est célébrée chaque année à la mi-novembre. Cette semaine précède la Journée du souvenir trans, qui se déroule le lendemain. Elle est consacrée à la mémoire des victimes de la violence transphobe. La Journée du souvenir trans a été fondée par l'activiste transgenre Gwendolyn Ann Smith en hommage à Rita Hester, une femme transgenre assassinée en 1998.
Durant cette semaine, une variété d'activités éducatives, de conférences et de campagnes de sensibilisation sont organisées dans différents lieux, y compris en ligne, afin d'éclairer le public sur les réalités des personnes transgenres ou non-conformes à leur genre. Ces initiatives visent à combattre la discrimination et la stigmatisation, contribuant ainsi à améliorer la visibilité des personnes transgenres dans la société, quelles que soient leur identité ou expression de genre.

## Événements
La Semaine de sensibilisation trans offre des événements éducatifs visant à renforcer la compréhension des enjeux liés aux personnes transgenres. Parmi les activités, on retrouve la projection de films traitant de thématiques transgenres, tels que Paris is Burning, qui met en lumière la culture des bals gay et transgenre à New York. Des témoignages personnels de membres de la communauté transgenre locale sont également organisés pour partager leurs expériences et défis liés à leur identité.
À San Francisco, la Semaine de sensibilisation trans a été étendue à l'ensemble du mois de novembre dès 2018, sous l'impulsion de la maire London Breed et de Clair Farley, directrice de l'Office des Initiatives Transgenres de la ville. En novembre 2019, chaque membre du conseil des superviseurs de San Francisco a rendu hommage à un membre de la communauté trans.
À Londres, des événements variés sont organisés, allant de festivals à des spectacles de narration, pour soutenir la communauté trans dans la ville et à l'université. Le King's College de Londres organise par exemple son Festival annuel de sensibilisation trans sur deux semaines. Des dons peuvent également être faits à des organisations caritatives trans, telles que Gendered Intelligence, qui œuvrent pour le soutien et la protection des droits des personnes transgenres.